# Никола Милев
Никола Илиев Милев с псевдоними Генко, Ненко и Спектатор е виден български историк, публицист, държавен деец, дипломат и участник в македонското революционно движение.

## Биография
Никола Милев е роден на 8 май 1881 година в Мокрени, голямо българско село в Костурска каза, в семейството на млекар и хлебар, който работи на гурбет. След като завършва българското основно училище в Мокрени, Никола Милев заминава с баща си за Кайро, където живее известно време. След завръщането си учи във Фенер, а по-късно по препоръка на Екзархията постъпва в цариградския лицей „Галатасарай“, където е съученик със Симеон Радев. След завършването на лицея през 1902 година учителства в Цариград и работи във вестника на Симеон Радев „Вечерна поща“. Член е на Цариградския комитет на ВМОРО. През 1903 година постъпва да учи история в Софийския университет, който завършва през 1909 година. С препоръки на професор Васил Златарски и стипендия „Марин Дринов“ Милев специализира нова история във Виена от 1910 до 1912 година. По време на Балканската война е преводач в щаба на Втора българска армия. На 23 април 1913 година, в навечерието на Междусъюзническата война, заедно с още 13 души от тези околии подписва „Мемоар от костурско-леринско-кайлярската емиграция в София“, в който се твърди, че Македония е българска област и се настоява за пръсъединяване на Костурско, Леринско и Кайлярско към България. В „Мемоара“ се казва:
| „ | Ако Крит с цената на своите епически борби, си извоюва отдавна правото да бъде неразделна част от гръцкото отечество и Гърция никога и за нищо не би се отрекла от него, то нашият роден край е запачетал своето единство с България чрез страданията и сълзите на едно измъчено население, члез кръвта на хиляди, пролята в името на българската национална идея. И днес, когато българското племе даде нови, скъпи жертви за съкрушение на вековния общ враг на балканските народи, България има повелителен дълг да събере всички български земи, да се пожертвува нито един кът от тях, толкоз повече от ония, които през толкоз изпитания високо са държали знамето на народния идеал. | “ |

След Балканските войни става доцент в катедрата по българска история и история на балканските народи в Софийския университет (1915 – 1922).
През 1918 година Милев е директор на печата при Министерството на външните работи и вероизповеданията. Противопоставя се активно на установения след Първата световна война земеделски режим и е сред основателите на партията Народен сговор. След убийството през 1922 година на Александър Греков от страна на анархисти, Никола Милев е директор на всекидневника „Слово“. Като председател на Дружеството на столичните журналисти, защитава свободата на словото и печата, а като първомайстор на масонската ложа „Зора“ се застъпва за каузата на македонските българи и за автономна Македония. Независимо от отрицателното си отношение към политиката на Стамболийски е включен в българската делегация на конференцията в Лозана през 1922 година.
Никола Милев е включен в проекта на състава на деветоюнското правителство като министър на външните работи, но се отказва поради опасения от реакцията на КСХС и Гърция. Народен представител е в XXI обикновено народно събрание (1923 – 1927). Работи като съветник към българското представителство в Обществото на народите в Женева. Пише в списанието на Димитър Мишев „Полет“ (1924 – 1925).
Според някои източници през 1925 година е определен за представител на България в САЩ, но е убит дни преди заминаването му.

### Никола Милев и македонското движение
Никола Милев се включва се в редовете на ВМОРО като ученик през 1898 година, когато става член на Цариградския революционен комитет на ВМОРО. По-активно обаче, той се намесва в живота на организациите на македонските българи едва след Първата световна война. Милев е представител на Костурско-Леринското братство на Учредителния събор на Съюза на македонските емигрантски организации, проведен в София от 22 до 25 ноември 1918 година.  Участва като делегат от Горноджумайското македонско благотворително братство в обединителния конгрес на Македонската федеративна организация и Съюза на македонските емигрантски организации от януари 1923 година. Участва в дейността на македонските братства и сътрудничи активно на периодичния печат на македонските българи. Макар че не е член на ВМРО след Първата световна война заедно с професорите Любомир Милетич и Иван Георгов Никола Милев е съветник и близък сподвижник на Тодор Александров. Милев е автор на „Мемоара за положението на българското малцинство в гръцка и сръбска Македония“, представен на Обществото на народите в 1924 г. Той е един от противниците на опитите на комунистическите сили да овладеят ВМРО и другите македонски организации и се противопоставя на Майския манифест.
Никола Милев е един от безспорните интелектуални и морални водачи на бежанците от Македония. Иван Михайлов го описва по следния начин:
| „ | У него имаше чудно съчетание на кротост и твърдо убеждение. От цялата му осанка, но собено от речта му лъхаше някаква ангелска топлота и сигурност. Говорше просто и сърдечно. И всичко що казва е в една приятна мярка. Спечелваше с такта си, будеше удивление с ума си, побеждаваше със скромността си. Той бе образец на просветен, културен български националист. Сред елита на българската интелигенция заемаше избрано място, каквото мъчно се запълва. | “ |

През 1923 година Никола Милев става един от основателите на Македонския научен институт и е избран в първия му Управителен съвет.
Георги Занков го нарича:
| „ | първият консултант по международните въпроси на ВМРО. | “ |

### Убийството на Никола Милев
През 1924 година във Виена групата македонски дейци около Димитър Влахов, свързали се със съветските служби, взима решение за убийството на своя опонент Никола Милев. Смята се, че Милев е един от основните идеологически противници на Коминтерна и неговите привърженици в македонското движение. Изборът е одобрен от Станке Димитров и Централния комитет на БКП. По решение на Специалната наказателна тройка в състав Станке Димитров, Иван Минков и Вълко Червенков терористичната група на Петър Абаджиев подготвя покушението над професор Никола Милев, което е извършено на 13 февруари 1925 година на булевард „Дондуков“ 17, в центъра на София. Физическият убиец е кукушанинът Милан Манолев, осъждан по атентата в Софийското казино през 1915 година и амнистиран при управлението на Александър Стамболийски. Според някои източници не Манолев е убиецът, а анархистите Георги Шейтанов и Желю Грозев.
Погребението на Никола Милев на 15 февруари 1925 година е едно от най-многолюдните в София през онези години. Убийството му увеличава напрежението в българското общество през 20-те години на XX век. Милан Манолев скоро след убийството е заловен от македонски дейци и след самопризнания след побой е убит от ВМРО и захвърлен на мястото където дни по-рано е извършено убийството на Милев, а вместо укриващите се подбудители са убити техните съпартийци – депутатите Тодор Страшимиров (17 февруари 1925) и Харалампи Стоянов (6 март 1925). Петър Шанданов години по-късно пише: „През зимата на 1929 г. аз можах да науча от най-достоверно място, че Милан Манолов не е физически убиец на Милев, а друг някой, който бил жив и сега, но извън България. Факт е, обаче, че аз отидох последния ден след като Манолов беше направил своите признания и го запитах лично дали той е убиец на Милев. Намерих го проснат на едно легло – едва можеше да си повдигне главата. Той ми отговори, че той е убиецът на Милев.“
След убийството трите софийски масонски ложи „Зора“, „Светлина“ и „Сговор“ правят общо жалейно заседание, на което слово произнася Георги Кулишев.

## Научно творчество
Научните изследвания на Никола Милев обхващат различни периоди от историческото развитие на българския народ – от VII век до времето на българското Възраждане. Своите първи студии той публикува в някои научни периодически издания – „Периодическо списание“, „Известия на българското историческо дружество“ и други. Най-известни са трудовете му, засягащи католическата пропаганда в българските земи през Османския период и българите-католици. Неговата монография от 1914 година „Католишката пропаганда в България през XVII век“ е високо оценена и му проправя пътя към кариерата на университетски преподавател. В периода 1914 – 1923 година Никола Милев е редовен доцент по нова история в Софийския университет, а от 1923 година е професор.
От своите колеги и съвременници Никола Милев е възприеман като един от най-добрите български историци – оценка, която поради идеологически съображения официално не се споделя в периода 1944 – 1989 година.

## Памет
На професор Никола Милев е наречена улица в квартал „Горна баня“ в София (Карта).

## Съчинения
- Кубрат от историята и Кубер в „Чудесата на св. Димитрия Солунски“, Периодическо списание, 71, 1910, с. 557 – 644
- Известия за състоянието на Турция в края на XVIII век, Списание на БАН, 6, 1913
- Католишката пропаганда в България през XVII век. Историческо изследване, 1914, 194 с.
- Един неиздаден документ за българската история (1597), Известия на българското историческо дружество, 4, 1915, с. 89 – 99
- Факторите на Българското възраждане, в: Иван Д. Шишманов, 1920, с. 129 – 157
- Български лични и семейни имена от XVII век, Известия на етнографския музей, 3 – 4, 1921, с. 14 – 171, друго издание в: 300 години Чипровско въстание. Принос към историята на българите през XVIII век, с. 75 – 101, София 1988
- Охридският патриарх Атанасий и скитанията му в чужбина (1557 – 1615), Известия на българското историческо дружество, 5, 1922, с. 113 – 128
- Историческите връзки между българи и поляци, С. 1923, 64 с.
- Парчевич и Владислав IV, полски крал, Полско-български преглед, 1924, с.48 – 64
- Milef, Nikolas. La Macédoine inquiète. Sofia 1923, 2 изд. 1926
- Избрани съчинения (редактори В. Златарски, Б. Пенев, Ст. Консулов и Г. Кулишев), кн. I – Под стените на Одрин. Дневник, С. 1927, кн. II ((fr)) Pages choises. Liv. II. Articles politiques et scienticles, S. 1928

## Библиографски и архивни източници за Никола Милев

### Архивни източници
- Български исторически архив при Народната библиотека „Св. св. Кирил и Методий“ – ф. 392 (Никола Милев, 65 док)